# Barge
Barge är en stad och kommun i provinsen Cuneo i regionen Piemonte i nordvästra Italien. Kommunen hade 7 616 invånare (2018).
Barge är känt för sina skifferfyndigheter, och var under antiken känd under namnet Borgæ.